# Roscoea capitata
Roscoea capitata là một loài thực vật có hoa trong họ Gừng. Loài này được James Edward Smith miêu tả khoa học đầu tiên năm 1822 từ mẫu vật do Nathaniel Wallich thu thập.

## Từ nguyên
Tính từ định danh "capitata" có nghĩa là "tạo thành hình đầu", ở đây là để nói tới cụm hoa hình đầu.

## Phân bố và môi trường sống
Sinh sống ở cao độ 1.200-2.600 m trên các sườn hay dốc đồi núi cỏ hay đá. Có ở Nepal và Tây Tạng, Trung Quốc. Tên gọi trong tiếng Trung là 头花象牙参 (đầu hoa tượng nha sâm), nghĩa đen là sâm răng voi hoa hình đầu.

## Hình ảnh

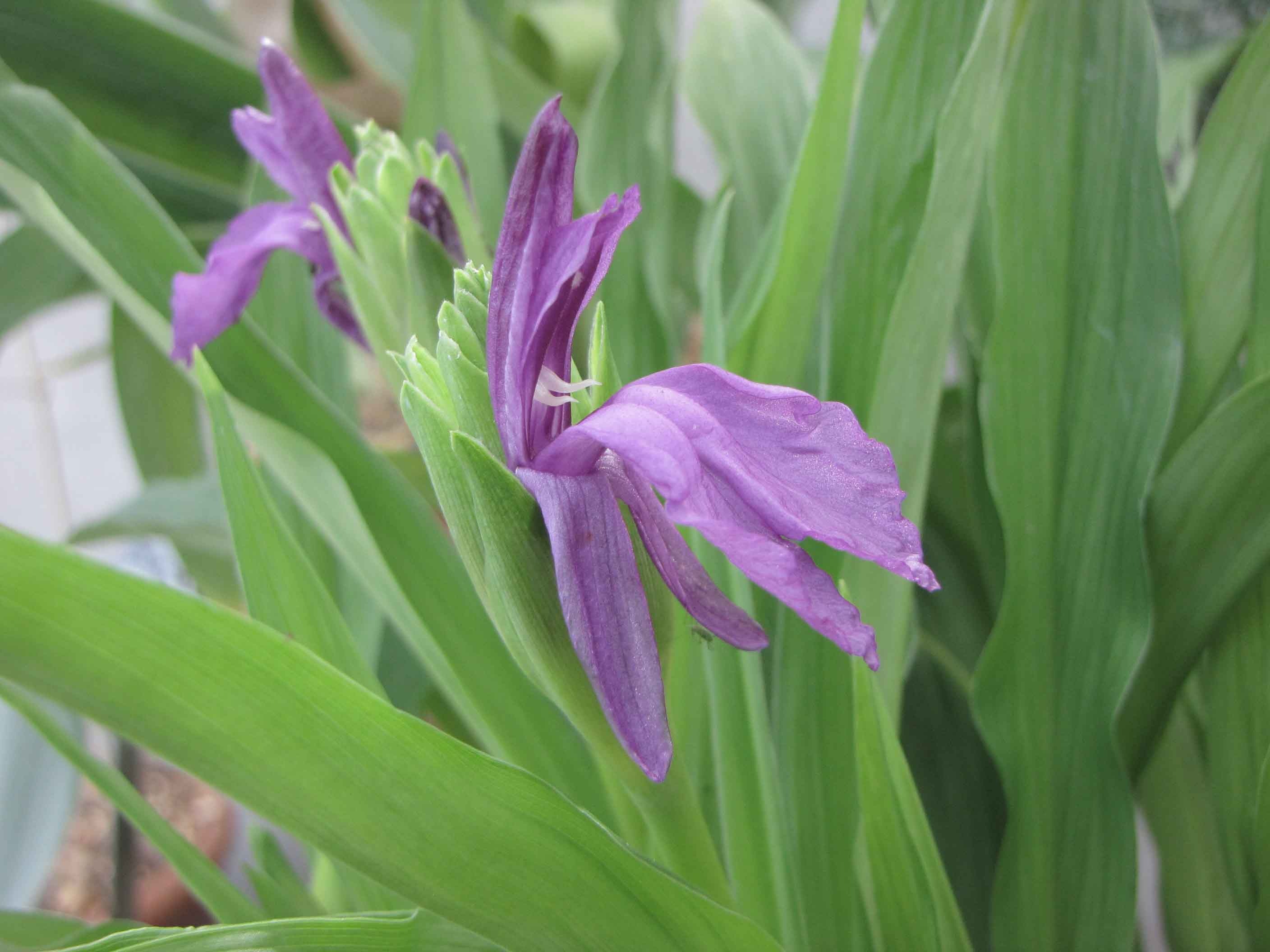

## Mô tả
Cây cao 30–50 cm. Lá 3-9; phiến lá thẳng, hiếm khi hình mũi mác, 15-25 × 1-2,8 cm, có sống lá rõ nét, đáy thu hẹp lại, đỉnh nhọn. Cụm hoa hình đầu (từ đây mà có tên gọi đầu hoa tượng nha sâm), nhiều hoa mọc dày dặc; cuống 5–10 cm; lá bắc màu xanh lục, hình mũi mác, 4-4,5 × ~1 cm. Hoa màu từ xanh lam đến tím hồng. Đài hoa khoảng 2,5 cm, có lông tơ đặc biệt là dọc theo các gân, chẻ 1 bên, đỉnh 2 răng. Ống tràng hoa ngắn hơn đài hoa; thùy trung tâm thuôn dài-hình nêm, dặng nắp, ~2 cm, đỉnh nhọn đột ngột; các thùy bên dài hơn thùy trung tâm. Các nhị lép bên hình thìa lệch, ~2 cm. Cánh môi không uốn ngược, thuôn dài-hình nêm, ~2,5 × 1,4 cm, chia thùy khoảng ¼ chiều dài của nó; các thùy có khía răng cưa rõ nét ở đỉnh. Bao phấn màu trắng kem, các ngăn ~5 mm; cựa liên kết ~1 cm. Bầu nhụy màu hồng. Quả nang hình chùy, ~2,5 cm. Ra hoa tháng 7-8.